# Młot bogów: Saga Led Zeppelin
Młot bogów: Saga Led Zeppelin (oryg. Hammer of the Gods: The Led Zeppelin Saga) – książka biograficzna opisująca historię brytyjskiego zespołu Led Zeppelin, którą napisał amerykański dziennikarz muzyczny Stephen Davis.

## Treść
Autor opisuje przebieg kariery zespołu Led Zeppelin i jego członków, począwszy od ich życia przed założeniem Led Zeppelin, przez 12 lat chwały zespołu, aż po tragiczne zakończenie istnienia zespołu i kariery pozostałych przy życiu członków po rozwiązaniu grupy. Autor opierał się na opowieściach członków zespołu, a także osób z jego otoczenia. Najwięcej do powiedzenia miał ich tour-manager Richard Cole (podobno mitoman).
Led Zeppelin został przedstawiony jako największy zespół świata początku lat 70. Książka rozpoczyna się opisem kariery Jimmy'ego Page'a w zespole The Yardbirds i jego przekształcenia w Led Zeppelin. Później z biegiem czasu opisywane są historie życia pozostałych członków. Davis nie zapomniał także napisać o inspiracjach zespołu takich jak Robert Johnson i inni bluesmani ze Stanów Zjednoczonych (głównie przedstawiciele bluesa Delty) i Anglii. 
Ze szczegółami opisane są trasy koncertowe (przede wszystkim te w Stanach Zjednoczonych, gdzie zespół czuł się jak w domu), imprezy, przygody, romanse i różne nieprawdopodobne historie związane z nimi. Przedstawiono proces tworzenia i wydawania płyt przez zespół, jak również dość napięte stosunki z dziennikarzami, którzy nie przepadali za Zeppelinami.
Autor nie zapomniał także o wytwórni płytowej Swan Song Records założonej przez członków Led Zeppelin. Opisuje utworzenie i pracę wytwórni, zespoły promowane przez nią.
Ostatnie rozdziały poświęcone są latom 80., czyli po rozwiązaniu zespołu, wydaniu płyty Coda (1982), zamknięciu wytwórni, rozpoczęciu działalności solowej Planta.
Drugie wydanie zostało wzbogacone o opisy karier solowych Roberta Planta i Jimmy'ego Page'a oraz ich wspólnego projektu Page-Plant, a także wieczoru 12 stycznia 1995 roku, kiedy to Led Zeppelin został wprowadzony do Rock and Roll Hall of Fame.

## Tytuły rozdziałów
| Wydanie amerykańskie Part One Overture 1. The Train Kept A-Rollin' 2. Zeppelin Rising 3. The Year of the Shark 4. Valhalla I Am Coming 5. The Secret Society 6. The Continental Riot House Part Two 7. The Starship 8. An Angel with a Broken Wing 9. Nobody's Fault 10. Power, Mystery and the Hammer of the Gods 11. In the Evening 12. Coda 13. "Led Zeppelin" Flies Again 14. Zeppelin in the Square of the Dead A Led Zeppelin Bibliography A Led Zeppelin Discography Acknowledgements | Wydanie polskie Część pierwsza Owertura 1. A pociąg się toczył 2. Zeppelin wzlatuje 3. Rok rekina 4. Valahallo, nadchodzę! 5. Tajne stowarzyszenie 6. Continental Riot House Część druga 7. Gwiezdny statek 8. Anioł ze złamanym skrzydłem 9. Niczyja wina 10. Potęga, tajemnica i młot w rękach bogów 11. Wieczorem 12. Coda 13. Led Zeppelin wzlatuje ponownie 14. Zeppelin na placu poległych Dyskografia |

## Wydania
- 1985: wydanie 1.: Hammer of the Gods: The Led Zeppelin Saga (Berkley Publishing Group)
- 1997: wydanie 2.: Hammer of the Gods: The Led Zeppelin Saga (Berkley Publishing Group – zawiera nowy rozdział o duecie Page-Plant)
- 1997: wydanie polskie: Młot bogów: saga Led Zeppelin (wydawnictwo In Rock, przekład: Marta Szelichowska-Kiziniewicz, ISBN 83-86365-15-3)

## Pozostałe informacje
- każdy rozdział rozpoczyna się krótkim cytatem
- książkę autor zadedykował pamięci swojego brata C.B.D.
- ze względu na fakt, że pierwszy polski nakład dawno się wyczerpał, w 2006 roku wydawnictwo dodrukowało egzemplarze Młota bogów